# Island Park
Island Park est une ville située dans le comté de Fremont, dans l'État de l'Idaho aux États-Unis.

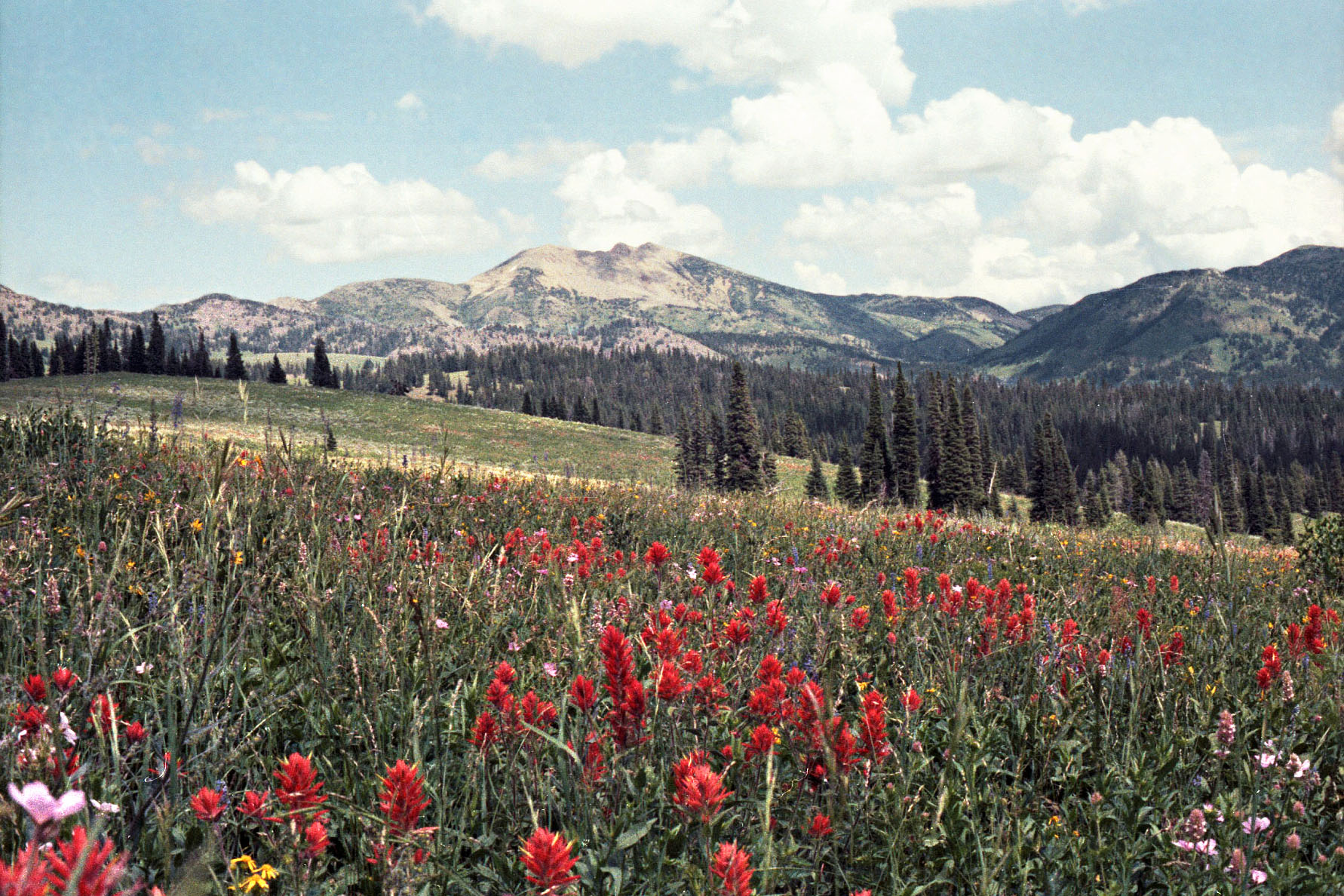
Mont Jefferson

## Démographie
| 1960 | 1970 | 1980 | 1990 | 2000 | 2010 |
| ---- | ---- | ---- | ---- | ---- | ---- |
| 53   | 136  | 154  | 159  | 215  | 286  |

Lors du recensement de 2010, sa population s'élevait à 286 habitants.